# YELL/じょいふる
『YELL/じょいふる』（エール / じょいふる）は、いきものがかりの15作目のシングル。「YELL」と「じょいふる」との両A面シングル。エピックレコードジャパンからCDシングル・デジタル・ダウンロードで2009年9月23日に発売された。

## 背景、制作、構成
「YELL」は、NHK全国学校音楽コンクール中学校の部の課題曲として制作された。当初のNHKからのリクエストは元気なアップテンポの曲をとのことだった。しかし、作詞・作曲した水野良樹は、15歳の頃の深く思い悩んでいた自分を思い返し、アップテンポの曲とは別にもう1曲を制作。それがYELLで、最終的に課題曲に採用された。合唱曲は鷹羽弘晃が編曲した。いきものがかりの曲としてリリースするにあたり、2番の歌詞の追加や、調がト短調からニ短調に変更されるなど大幅にアレンジされた。また、2番サビの後のCメロは水野と山下もボーカルに参加している。
「じょいふる」は、江崎グリコの「ポッキー」CMソングとして依頼され制作された。水野は2016年の著書で、制作当時、いきものがかりのイメージを「ぐらりと揺らすような楽曲」が書きたかったと振り返っている。また、歌に思いを込めるのは作り手ではなく聞き手だという考えから、歌詞に意味を求めるのではなく、歌詞の音としての面白さに焦点を当てようとしたという。「YELL」とは正反対の非常にポップな曲になり、水野は「すごく気負って書いた」、吉岡は「持ってこられたときにぶっ飛びました」とコメントしている。調はホ短調。

## リリース、パッケージ
2009年第3弾シングルで、前作「ホタルノヒカリ」から約2か月ぶりに発売された。2007年リリースの「夏空グラフィティ/青春ライン」以来9作品ぶりの両A面シングルである。初回仕様限定盤には特典として「いきものカード014・015」のどちらかと「“いきものがかりが「YELL」を贈りに行きます！”ご購入者応募抽選ハガキ」が封入されている。
後に水野はアルバム『ハジマリノウタ』リリース時のインタビューで「この2曲を共存させられたことが不思議だった」と語っているほか、「まったく対照的な2曲を歌いきった吉岡の声のすごさを改めて評価している」とも語っている。

## ミュージックビデオ
両曲とも、PVは神奈川県厚木市の中学校で二日連続で撮影された。「YELL」では屋上で生徒たちに囲まれたメンバーが演奏するシーンや、生徒たちが将来へのメッセージを書いたボードを持つシーンなどが登場する。「じょいふる」のPVはメンバーが文化祭に乱入して演奏するというもので、サビでは吉岡が生徒たちとともにダンスを披露している。
NHKの音楽番組『みんなのうた』で、2009年8月- 9月に放送された「YELL」のアニメーションの映像は南家こうじによるもの。

## チャート成績
2009年9月23日付のオリコンデイリーシングルチャートでシングルでは自身初の1位を獲得、週間シングルチャートでも自己最高順位となる2位を記録し、初動・累計売上ともに従来の最高であった「ブルーバード」を上回った。累計売上はシングルでは初めて10万枚を突破、現在は「ありがとう」に次ぐ売上を記録している。

## 批評
このシングルがヒットしたことで、いきものがかりは『ベストヒット歌謡祭2009』のゴールドアーティスト賞を受賞。さらに「YELL」が『第42回日本有線大賞』で有線音楽優秀賞を、『第51回日本レコード大賞』で優秀作品賞をそれぞれ受賞した。

## 受容
「YELL」は、歌詞の内容から「SAKURA」「ありがとう」「歩いていこう」などと同様に卒業ソングとして卒業式や卒業生を送る会で使われる曲としても知られており、オリコン調査の「卒業ソングランキング」で2010年は10位、2011年は6位、2012年は2位にそれぞれランクインした。
また「YELL」は、ベストアルバム『いきものばかり〜メンバーズBESTセレクション〜』の発売日である2010年11月3日より小田急小田原線本厚木駅にて接近メロディとして使用されている。
「じょいふる」は、BEMANIシリーズのpop'n music、jubeat、REFLEC BEAT、guitarfreaks及びdrum mania、また太鼓の達人、maimai、ミュージックガンガンなどに収録されており、同アーティストによる楽曲では最も音楽体感ゲーム（通称、音ゲー）での採用が多い（機種によっては、歌唱カバーとなっている）。

## ライブ・パフォーマンス
YELL
- 第60回NHK紅白歌合戦（2009年12月31日放送） - 松戸市立第一中学校合唱部・春日部市立豊春中学校混声合唱団と一緒に「YELL」を合唱。中学生と一緒に合唱するという演出の関係で、出演順は全体の6番目と出場した中では最も出番が早かった（2011年現在）。
- 第43回思い出のメロディー（2011年8月13日放送） - 当日ファンクラブ限定ライブを開催していたZepp Sendaiから中継で出演し演奏を披露。

じょいふる
- 第69回NHK紅白歌合戦（2018年12月31日放送） - メンバーの母校である神奈川県立厚木高等学校ダンスドリル部・神奈川県立海老名高等学校ダンス部のパフォーマンスをバックに演奏。「集牧宣言」して活動再開後、初のライブパフォーマンスであった。

## メディアでの使用
「YELL」（エール）は、NHK『みんなのうた』2009年8月 - 9月度使用曲、2009年度NHK全国学校音楽コンクール中学校の部課題曲。「じょいふる」は、江崎グリコ「ポッキー」CMソングとして使用。

## シングル収録曲
全作詞・作曲：水野良樹
1. YELL （5:55）
  - 編曲：松任谷正隆
2. じょいふる （3:15）
  - 編曲：田中ユウスケ、近藤隆史
3. YELL -instrumental-
4. じょいふる -instrumental-

## 楽曲の収録アルバム
- ハジマリノウタ（#1・#2）
- ノスタルジア（#3、合唱付）
- いきものばかり〜メンバーズBESTセレクション〜（#1・#2）
- なまものばかり〜メンバーズBEST LIVEセレクション〜（#1・#2）

2曲ともライブツアー「いきものがかりの みなさん、こんにつあー!! 2010 全国あんぎゃー!! 〜ハジマリノウタ〜」より、2010年9月に開催した日本武道館公演のライブ音源が収録されている。
- バラー丼（#1）
- 超いきものばかり〜てんねん記念メンバーズBESTセレクション〜（#1、#2）

## カバー
YELL
- 陳柏宇 - 2010年 アルバム「Put On」内でカバー。タイトルは『原諒我要高飛』。
- 王心凌（シンディー・ワン） - 2011年 アルバム「黏黏黏黏」内でカバー。タイトルは『下一頁的我』。
- クリス・ハート - 2014年6月25日発売のカバー・アルバム『Heart Song II』収録。
- 島津亜矢 - 2017年9月20日発売のカバー・アルバム『SINGER 4』収録。
- 丸山彩（前島亜美）×氷川日菜（小澤亜李）×白鷺千聖（上坂すみれ）×大和麻弥（中上育実）×湊友希那（相羽あいな）×氷川紗夜（工藤晴香）×今井リサ（中島由貴）×白金燐子（志崎樺音）×瀬田薫（田所あずさ）×松原花音（豊田萌絵） - ゲーム『バンドリ! ガールズバンドパーティ!』収録（2023年2月28日追加、2024年1月30日音源差し替え）。
- ゆず - 2024年2月14日発売のコラボレーションアルバム『meets』に収録。

じょいふる
- 堀裕子（鈴木絵理） - 『THE IDOLM@STER CINDERELLA MASTER Passion jewelries! 002』収録。
- YURiKA - TVアニメ『アニマエール!』第6話挿入歌。iTunes他配信サイトで配信。
- GILLE - 『I AM GILLE. 2』にて英語詞でカバー。
- 愛宮みるく & 鈴鹿詩子 - 2020年10月24日発売の配信限定アルバム『IMAGINATION vol.3』に収録。2020年12月23日にはCDが限定販売される。
- スピラ・スピカ - 2022年2月2日発売のシングル「燦々デイズ」に収録。
- 村上ゆき『おんがえし』に収録。
- 高木さん（高橋李依） - テレビアニメ『からかい上手の高木さん3』第7話・第8話エンディングテーマ。2022年7月13日発売のアルバム『「からかい上手の高木さん3&劇場版」Cover Song Collection』および、アルバム『からかい上手の高木さん3&劇場版 Memorial Box』に収録。
- アイナ・ジ・エンド - 2024年2月14日発売のコラボレーションアルバム『meets』に収録。